# RemixeS (album de Mylène Farmer)
Pour les articles homonymes, voir Remixes.
Albums de Mylène Farmer
Les mots
(2001) Avant que l'ombre...
(2005)
Singles
1. Sans contrefaçon (JCA Remix)
Sortie : Août 2003
2. Je t'aime mélancolie (Felix Da Housecat Remix)
Sortie : Novembre 2003
3. L'instant X (The X Key Mix by One-T)
Sortie : Janvier 2004

RemixeS est le deuxième album de remixes de Mylène Farmer, paru le 2 décembre 2003 chez Polydor.
Alors que Dance Remixes (1992) était une compilation regroupant des remixes existants réalisés par Laurent Boutonnat et Thierry Rogen, cet album est composé d'onze remixes inédits et electro, réalisés par de grands DJ français et internationaux.
Trois de ces remixes sont parus en Maxi 45 tours en quantité très limitée, principalement à destination des DJ : Sans contrefaçon (J.C.A Remix), Je t'aime mélancolie (Felix Da Housecat Remix) et L'instant X (The X Key Mix by One-T).
Certifié disque d'or en France dès sa sortie, RemixeS s'est écoulé à plus de 200 000 exemplaires. 

## Histoire

### Genèse
Après l'album Innamoramento (sorti en 1999 et certifié disque de diamant) et la tournée Mylénium Tour qui a suivi, Mylène Farmer produit en 2000 une jeune chanteuse, Alizée, pour qui elle écrira deux albums à succès, dont le tube international Moi... Lolita.

En 2001, paraît sa première compilation qui inclut trois inédits, dont Les mots en duo avec Seal et C'est une belle journée. Écoulé à deux millions d'exemplaires, ce disque demeure la compilation la plus vendue pour une artiste française.
Au printemps 2003, elle publie son premier livre, Lisa-Loup et le Conteur, un conte philosophique qu'elle illustre elle-même et qui s'écoule à plus de 100 000 exemplaires.
A la fin de l'été, un nouvel album de remixes est annoncé, onze ans après la compilation Dance Remixes, qui était sortie en novembre 1992. Le premier extrait est un remix de Sans contrefaçon réalisé par le DJ allemand J.C.A, qui est diffusé dès la fin du mois d'août 2003 et connaît un joli succès en discothèques.

### Sortie
L'album RemixeS sort le 2 décembre 2003, sans la moindre promotion, en CD et en cassette.

Certifié disque d'or en France dès sa sortie, il s'écoule à plus de 200 000 exemplaires.
Après le remix de Sans contrefaçon par J.C.A, deux autres remixes seront envoyés en radio : Je t'aime mélancolie (Felix Da Housecat Remix) et L'instant X (The X Key Mix by One-T).
En 2009, l'album est réédité en format 33 tours.

## Pochette
La pochette, dans des tons noir et rose, est réalisée par Brigitte Gautier, la sœur de Mylène Farmer.
Elle comprend une photo retouchée de la chanteuse, prise par Ellen von Unwerth, et des dessins numériques rappelant des enceintes.

## Liste des titres
| 1.  | Sans contrefaçon (J.C.A Remix)                       | Mylène Farmer     | Laurent Boutonnat    | 5:52  |
| 2.  | L'instant X (The X Key Mix by One-T)                 | Mylène Farmer     | Laurent Boutonnat    | 3:39  |
| 3.  | L'Âme-Stram-Gram (Full Intention Sultra Mix)         | Mylène Farmer     | Laurent Boutonnat    | 7:57  |
| 4.  | C'est une belle journée (Devil Head Remix)           | Mylène Farmer     | Laurent Boutonnat    | 5:10  |
| 5.  | XXL (JXL Remix )                                     | Mylène Farmer     | Laurent Boutonnat    | 6:06  |
| 6.  | Je t'aime mélancolie (Felix Da Housecat Remix)       | Mylène Farmer     | Laurent Boutonnat    | 4:45  |
| 7.  | Pourvu qu'elles soient douces (Paul Oakenfold Remix) | Mylène Farmer     | Laurent Boutonnat    | 4:03  |
| 8.  | California (Romain Tranchart & Rawman Remix)         | Mylène Farmer     | Laurent Boutonnat    | 6:17  |
| 9.  | Libertine (Y-Front Remix)                            | Laurent Boutonnat | Jean-Claude Dequéant | 4:02  |
| 10. | Optimistique-moi (Junior Jack Psycho Vocal Mix)      | Mylène Farmer     | Mylène Farmer        | 8:00  |
| 11. | Désenchantée (Thunderpuss Club Anthem)               | Mylène Farmer     | Laurent Boutonnat    | 10:04 |

## Description de l'album
Cet album est composé d'onze remixes inédits de certains des plus grands succès de Mylène Farmer, réalisés par de grands DJ français (One-T, Romain Tranchart, Devil Head, Y-Front) et internationaux (l'allemand J.C.A, les britanniques Full Intention et Paul Oakenfold, le néerlandais JXL, le belge Junior Jack et les américains Thunderpuss et Felix Da Housecat).
En 1992, Mylène Farmer avait déjà publié Dance Remixes, une compilation qui regroupait des remixes existants de Laurent Boutonnat et Thierry Rogen. Alors que dans Dance Remixes, les remixes s'apparentaient souvent à des versions plus longues des titres originaux, les remixes de ce nouvel album revisitent complètement les chansons initiales en leur donnant notamment un aspect beaucoup plus electro.

## Accueil critique
- « Quelques-unes des chansons de Mylène Farmer sont ici passées à la moulinette dance par des pointures de la scène électronique. Résultat, C'est une belle journée devient une boucle hypnotique, Je t'aime mélancolie se mue en un hymne martial avec Felix Da Housecat, et Paul Oakenfold chaloupe Pourvu qu'elles soient douces. Un exercice souvent stérile, manifestement destiné à faire patienter les fans. » (Le Parisien)[12]
- « Un album de remixes de très haute volée. » (Buzz)[13]
- « Certains DJ n'ont rien fait d'autre que de remplir leur contrat. D'autres ont essayé d'apporter une touche plus personnelle. C'est le cas notamment de Felix Da Housecat qui transforme radicalement Je t'aime mélancolie en introduisant un tempo house irrésistible ou encore du remix de Sans contrefaçon par l'énigmatique JCA. » (La Dernière Heure)[14]
- « Un traîneau de versions électro-élastiques (Désenchantée dure dix minutes!) où ce qui nous botte surtout c'est le Full Intention Sultra Mix de L'Âme-Stram-Gram. » (Flair)[15]
- « La présence de vétérans de la scène électro, mêlés à de jeunes pousses prometteuses et de vrais mercenaires, permet de varier agréablement les sensations et de multiplier les angles d'attaque. Forcément à part dans la discographie de la chanteuse, il offre de belles mutations de ses standards et assure son quota de vibrations, de modulations et de pulsations. » (La Dépêche du Midi)[16]
- « Un décevant album de remixes. » (Femme actuelle)[17]
- « L'ensemble est agréable à écouter pour ce qu'il est, c'est-à-dire un projet certes original mais ponctuel. Chaque remixeur a su garder pour ce projet sa propre personnalité et la mettre intelligemment au service des succès farmériens. On retrouve avec plaisir le son One-T pour L'instant X, on reconnaît de la même façon la marque de fabrique de Romain Tranchart dans California et on apprécie les recherches de contrepoint de voix sur C'est une belle journée. » (Platine magazine)[18]

## Singles
Trois de ces remixes sont parus en vinyle en quantité très limitée, principalement à destination des DJ.

### Sans contrefaçon (J.C.A Remix)
Paru à la fin de l'été 2003, le remix de Sans contrefaçon par J.C.A connaît un grand succès dans les discothèques françaises, atteignant la 10e place des titres les plus joués, et se classe également à la 51e place des chansons les plus diffusées en radio.

### Je t'aime mélancolie (Felix Da Housecat Remix)
Envoyé aux radios et aux DJ à la fin de l'année 2003, le remix de Je t'aime mélancolie par Felix Da Housecat atteint la 24e place dans le classement des diffusions en clubs.

### L'instant X (The X Key Mix by One-T)
Le dernier extrait envoyé aux radios et aux DJ au début de l'année 2004 est le remix de L'instant X par One-T, qui atteint la 51e place des diffusions radio en France, ainsi que la 81e place en Russie.

## Classements et certifications
Entré à la 3e position des ventes en France, RemixeS est certifié disque d'or dès sa sortie. Il s'est écoulé à plus de 200 000 exemplaires.
| Classement                       | Meilleure position |
| -------------------------------- | ------------------ |
| Belgique (Wallonie Ultratop)     | 15                 |
| France (SNEP - Top Compilations) | 3                  |
| Suisse (Schweizer Hitparade)     | 81                 |

| Pays   | Certification |
| ------ | ------------- |
| France | Or            |

## Crédits
| - Paroles : Mylène Farmer, sauf : - Libertine : Laurent Boutonnat - Musique : Laurent Boutonnat, sauf : - Libertine : Jean-Claude Dequéant - Optimistique-moi : Mylène Farmer | - Direction artistique : Romain Bilharz et Paul van Parys - Chargé de production : Lionel Grosheny, assisté de Damien Fischetti - Masterisé chez Top Master par André Perriat et Bruno Gruel - Photo : Ellen von Unwerth - Design : Brigitte Gautier - Exécution : Henry Neu pour Com’N.B |